# Il est plus facile pour un chameau…
Il est plus facile pour un chameau… je francouzsko-italský hraný film z roku 2003, který režírovala Valerie Bruni Tedeschiová. Snímek měl světovou premiéru dne 16. dubna 2003.

## Děj
Federica je velmi bohatá. Je to pro ni ale překážka, pokud jde o založení rodiny, setkání s bývalým milencem nebo oznámení otcovy smrti.

## Obsazení
| Valeria Bruni Tedeschiová | Federica        |
| Chiara Mastroianniová     | Bianca          |
| Jean-Hugues Anglade       | Pierre          |
| Denis Podalydès           | Philippe        |
| Marisa Borini             | matka           |
| Roberto Herlitzka         | otec            |
| Lambert Wilson            | Aurelio         |
| Pascal Bongard            | kněz            |
| Nicolas Briançon          | ředitel         |
| Yvan Attal                | muž v parku     |
| Emmanuelle Devosová       | Philippova žena |
| Karine Silla              | Céline          |
| Laurent Grévill           | lékař           |
| Chloé Mons                | Amélie          |

## Ocenění
- Cena Louise Delluca za nejlepší debutový film
- Filmový festival Tribeca: nejlepší herečka v celovečerním filmu (Valeria Bruni Tedeschiová), nejlepší nová režisérka (Valeria Bruni Tesdeschiová)
- César: nominace v kategorii nejlepší filmový debut (Valeria Bruni Tesdeschiová)